# ELISA competitiu

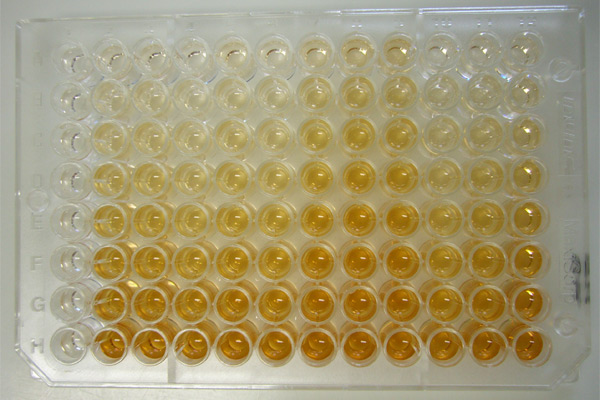
Placa amb pous d'ELISA

L'ELISA competitiu o de competició s'inclou dins el grup de tècniques immunoenzimàtiques que es basen un conjunt de tècniques d'immunoanàlisi el fonament comú de les quals és la utilització d'enzims com a marcadors immunoquímics, que permeten detectar les unions primàries antigen-anticòs. Es pot utilitzar per a la determinació d'anticossos o antígens.
L'ELISA competitiu al contrari del no competitiu, permet estimar la quantitat particular d'antigen o anticòs, a vegades quan aquest no pot ser purificat del medi en el qual es troba. Aquest tipus d'ELISA permet obtenir resultats d'alta especificitat, però de molt baixa sensibilitat. Igualment, aquest tipus de prova pot ser utilitzada per identificar diferents determinants antigènics d'una mateixa molècula, sempre tenint present les concentracions d'antigen, anticòs i el seu respectiu competidor, addicionades a la reacció.
L'objectiu d'aquest mètode, bàsicament, és posar en competència la mostra desconeguda amb la substància marcada, ja que les dues presenten la mateixa especificitat pel blanc conegut enganxat a la fase sòlida. En aquesta reacció, la quantitat del biològic que es vol determinar és el que realment genera la competència, ja que la substància marcada s'afegeix en una concentració constant i coneguda.
En aquesta reacció, la intensitat del color és inversament proporcional a la concentració d'antigen o anticòs que es vol determinar.

## Tipus D'ELISA
La prova d'immunoabsorció lligada a enzims o ELISA (Enzime Linked ImmunoSorbent Assay) compta amb diverses versions:
- ELISA directe
- ELISA indirecte
- ELISA competitiu
- ELISA de captura o "sandwich"

## Etapes d'un ELISA
En tota prova ELISA es diferencien unes etapes en la reacció detallades a continuació:
1. Entapissat del pou amb concentracions conegudes d'antigen o anticòs.
2. Addició de la mostra problema que conté l'anticòs o antigen a quantificar.
3. Incubació: unió de l'antigen o anticòs problema a l'anticòs o antigen adsorbit al pou.
4. Rentat del pou per eliminar l'excés d'antigen o anticòs no unit.
5. Addició de l'anticòs secundari marcat amb un enzim (conjugat). L'enzim utilitzat normalment és la peroxidasa de rave picant (HRPO), encara que també s'utilitzen fosfatasa alcalina, glucosa oxidasa, betagalactosidasa, etc.
6. Incubació: unió de l'anticòs secundari a l'antigen o anticòs.
7. Rentat del pou per eliminar l'excés de conjugat no unit.
8. Addició del substrat adequat a l'enzim. Incubació. Reacció del substrat i l'enzim, i formació d'un producte acolorit soluble.
9. Valoració colorimètrica per espectrofotometria a una determinada longitud d'ona (en un lector de microplaques). La lectura de l'absorbància s'expressa en valors de densitat òptica.[1]

## ELISA competitiu amb antigen marcat
Aquesta modalitat d'ELISA competitiu és la que s'utilitza per a la quantificació d'anticossos. En aquest cas s'estableix una competència per l'antigen entre els anticossos del sèrum problema i altres anticossos, de la mateixa especificitat, fixats als pous de la placa. Un cop arribat a l'equilibri, mitjançant un rentat s'elimina no solament l'antigen marcat no unit en el complex antigen - anticòs, sinó que també s'eliminen tots aquells components de l'espècimen que poguessin interferir amb la reacció enzimàtica. A continuació, l'activitat catalítica associada al complex antigen – anticòs, unit a la fase sòlida, és quantificada afegint el substrat de l'enzim i mesurant espectromètricament o fluoromètricament el producte format (amb lectura múltiple o punt final).
D'aquesta forma, com més immunoglobulines hi hagi en la mostra, menys antigen haurà quedat disponible per unir-se als anticossos adsorbits a la placa. L'addició d'un anticòs específic per a l'antigen conegut, marcat enzimàticament, i la seva reacció amb el substrat adequat, revelen l'existència o no d'antigen lliure, en una relació inversament proporcional a la quantitat d'anticossos en el sèrum problema. Una menor intensitat de color (DO) indica menys antigen lliure, i per tant, major presència d'anticossos.

### AMETIA
AMETIA (acrònim del terme anglès "antibody masking enzyme tag inmunoassay"), és una variant de l'esquema bàsic conegut en la que l'enzim marcador està unit simultàniament a un lligand (antigen) similar al que es vol mesurar, i a una petita molècula, com per exemple la biotina, amb elevada afinitat per uns receptors insolubilitzats (avidina en aquest cas) que es troben units a la fase sòlida. Igual que en l'esquema bàsic, l'antigen present en l'espècimen competeix amb l'antigen marcat per un anticòs, que en aquest cas no es troba unit a la fase sòlida sinó en la solució. L'antigen marcat que s'uneix a l'anticòs no podrà unir-se als preceptors de la fase sòlida mitjançant la molècula de biotina, ja que aquesta queda emmascarada. Per tant, com major sigui la concentració d'antigen problema a l'espècimen, major serà la quantitat d'enzim marcador associat als receptors de la fase sòlida.

### Exemples
Existeix una altra variant competitiva per a quantificar immunoglobulines en sèrum, mitjançant la utilització d'anticossos monoclonals, que augmenta considerablement l'especificitat respecte a l'ELISA indirecte. En aquest cas, la relació competitiva existeix, pel lloc d'unió a l'antigen, entre els anticossos problema i els monoclonals marcats. L'antigen s'adsorbeix en els pous, s'addiciona el sèrum problema, i a continuació s'afegeix un anticòs monoclonal conjugat enzimàticament, i dirigit específicament contra el mateix epítop antigènic fixat. Si l'epítop de l'antigen ja ha reaccionat amb les immunoglobulines del sèrum, no es podrà unir a l'anticòs marcat, amb la qual cosa en afegir el substrat no hi haurà reacció cromàtica.
Un altre exemple d'ELISA competitiu és l'utilitzat en la detecció d'anticossos contra antígens de Brucella, que utilitza anticossos monoclonals dirigits contra epítops localitzats a la cadena O dels lipopolisacàrids de les soques bacterianes en fase llisa, només presents en la infecció activa. Aquest test ofereix avantatges sobre altres tècniques quant a la detecció d'animals en estadis inicials d'infecció, millora la diferenciació entre la resposta vacunal i d'infecció, i disminueix la presència de falsos positius per reaccions inespecífiques creuades amb altres microorganismes. Un altre exemple és l'ELISA competitiu enfront del virus de la malaltia d'Aujeszky, que detecta anticossos enfront de la glucoproteïna E del virus (gE), que no apareixen en els animals vacunats amb vacunes deleccionades (gE negatives). Per tant, permet diferenciar entre anticossos d'una infecció natural (gE positius) i anticossos vacunals (absència d'anticossos anti-gE).
Aquestes proves posseeixen els mateixos avantatges que l'ELISA indirecte: molt rendible en veterinària en poder analitzar simultàniament i en un breu període grans col·lectius, essent per tant, útil en el sondeig serològic de poblacions per conèixer la situació sanitària enfront d'una infecció determinada. És una prova molt sensible per a la detecció de baixos nivells d'anticossos i específica per als anticossos que se cerquen. Això fa possible la detecció d'animals en estadis inicials de la infecció, portadors, casos d'infecció sense quasi estímuls de la resposta humoral, etc.

## ELISA competitiu amb anticòs marcat
Aquesta modalitat d'ELISA competitiu és la que s'utilitza per quantificar antígens. En aquesta variant són els anticossos específics els que estan marcats amb un enzim. Es produeix una competència pels anticossos entre l'antigen problema de la mostra i el mateix antigen fixat a una placa. La reacció es detecta per l'addició d'un conjugat anti-espècie, de forma que com més antigen hi hagi en la mostra problema, menor serà la intensitat del color, és a dir, l'activitat catalítica en el complex que queda unit a la fase sòlida és inversament proporcional a la concentració d'antigen en l'espècimen. Aquesta tècnica ha estat denominada enzimoimmunoanàlisi d'inhibició.